# Trichopteryx inouei
Trichopteryx inouei là một loài bướm đêm trong họ Geometridae.